# Seodaemun-gu
Seodaemun-gu (Hangul:서대문구; Hanja: 西大門區; Hán Việt: Tây Đại Môn khu) là một quận (gu) của thủ đô Seoul, Hàn Quốc. Quận này có diện tích 17,6 km2, dân số 355.765 người. Quận được chia ra thành 21 phường (dong) hành chính. Tên quận  này lấy tên của một trong 4 cổng (Môn) thành lớn xung quanh kinh đô Hán Dương (Seoul) thời Joseon (Triều Tiên). Quận này có nhiều trường đại học nổi bật, trong đó có Yonsei và Ewha. Quận này cũng có Đến Bongwon và Nhà tù Seodaemun tai tiếng. 